# 머지 터널

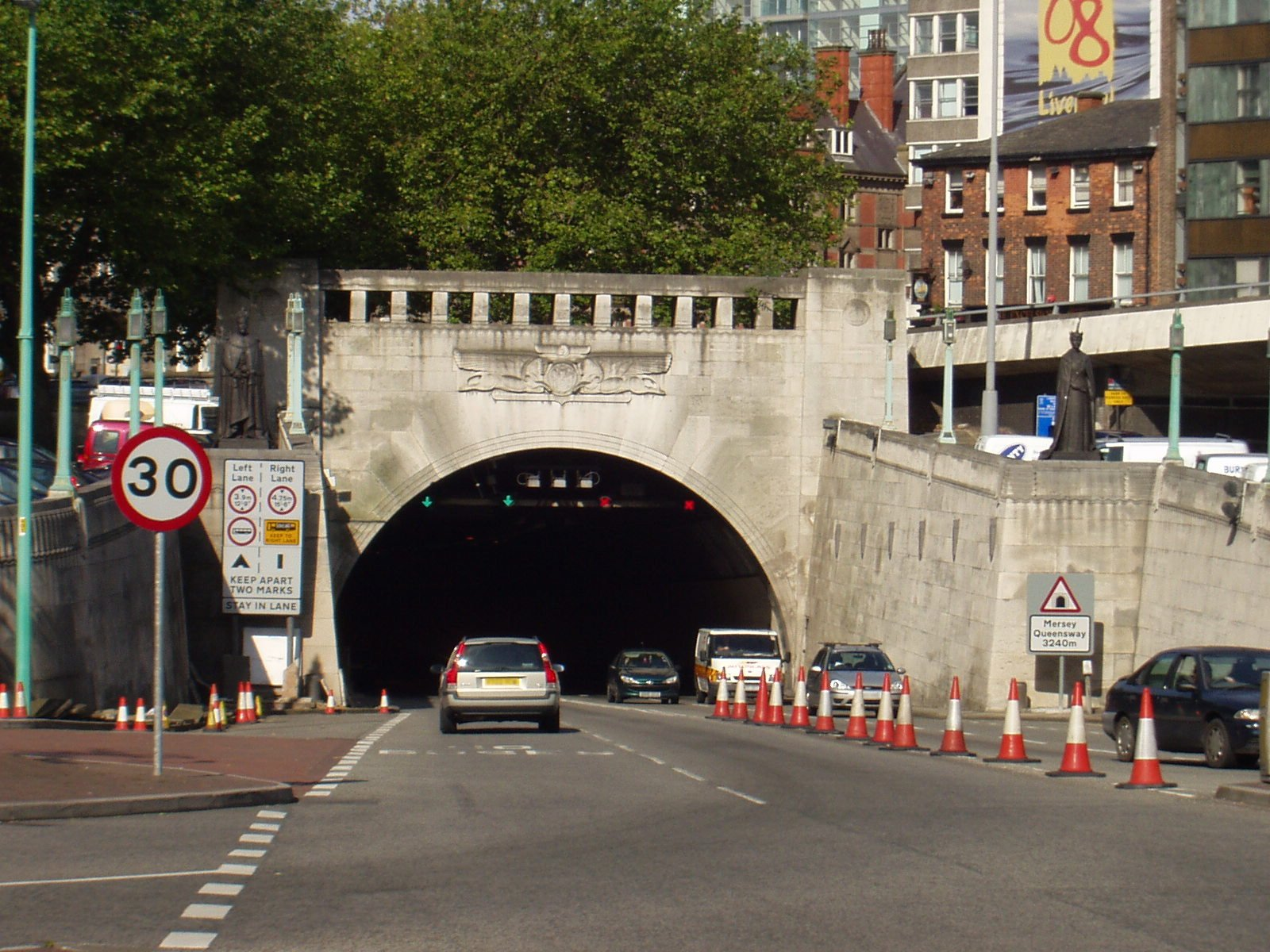
리버풀 입구에 설치된 머지 터널

머지 터널(Mersey Tunnels)은 영국 리버풀에 있는 머지강을 지나는 터널이다.
머지 철도 터널(Mersey Railway Tunnel - 1886년 개통), 퀸즈웨이 터널(Queensway Tunnel - 1934년 개통) 및 킹스웨이 터널(Kingsway Tunnel - 1971년 개통) 등 3개의 터널이 있다. 철도 터널과 퀸즈웨이 터널은 중앙 리버풀과 버켄헤드를 연결하고 킹스웨이 터널은 월러시까지 이어진다.